# 1932 na política

## Eventos
- 28 de Janeiro - Foi fundado o Município de Castanhal (estado do Pará, Brasil).
- 9 de Julho - Eclodiu a Revolução Constitucionalista em São Paulo contra o governo de Getúlio Vargas.
- 8 de Novembro - Foi eleito presidente dos EUA o candidato democrata Franklin Delano Roosevelt.

## Nascimentos
| Data           | Nome              | Profissão                                                                                         | Nacionalidade        | Observações | Ref   |
| -------------- | ----------------- | ------------------------------------------------------------------------------------------------- | -------------------- | ----------- | ----- |
| 6 de março     | Marc Bazin        | presidente interino do Haiti de 1992 a 1993 e primeiro-ministro de 1992 a 1993                    | Haiti                | m. 2010     | [ 1 ] |
| 8 de março     | Sebastião Nery    | jornalista e político                                                                             | Brasil               |             |       |
| 18 de março    | Jefferson Peres   | senador brasileiro                                                                                | Brasil               | m. 2008     |       |
| 9 de julho     | Donald Rumsfeld   | político                                                                                          | Estados Unidos       |             |       |
| 18 de agosto   | Almir Gabriel     | político                                                                                          | Brasil               |             |       |
| 23 de agosto   | Houari Boumédiène | presidente da Argélia de 1965 a 1978                                                              | Argélia              | m. 1978     |       |
| 28 de outubro  | Spyros Kyprianou  | presidente de Chipre de 1977 a 1988                                                               | Reino Unido (Chipre) | m. 2002     |       |
| 4 de novembro  | Thomas Klestil    | político austríaco e presidente da Áustria de 1992 a 2004                                         | Áustria              | m. 2004     |       |
| 29 de novembro | Jacques Chirac    | primeiro-ministro da França de 1974 a 1976 e de 1986 a 1988 e presidente da França de 1995 a 2002 | França               |             |       |
| 4 de dezembro  | Roh Tae-woo       | presidente da Coreia do Sul de 1988 a 1993                                                        | Coreia do Sul        |             |       |

## Mortes
| Data           | Nome                    | Profissão                              | Nacionalidade | Observações | Ref |
| -------------- | ----------------------- | -------------------------------------- | ------------- | ----------- | --- |
| 7 de janeiro   | André Maginot           | político francês                       | França        | n. 1877     |     |
| 29 de abril    | José Félix Uriburu      | presidente da Argentina de 1930 a 1932 | Argentina     | n. 1868     |     |
| 7 de maio      | Paul Doumer             | presidente da França de 1931 a 1932    | França        | n. 1857     |     |
| 16 de Junho    | Felipe Segundo Guzmán   | presidente da Bolívia de 1925 a 1926   | Bolívia       | n. 1879     |     |
| 2 de julho     | D.Manuel II             | último rei de Portugal                 | Portugal      | n. 1889     |     |
| 20 de setembro | Francisco Carvajal      | presidente do México em 1914           | México        | n. 1870     |     |
| 13 de novembro | Francisco Lagos Cházaro | presidente interino do México em 1915  | México        | n. 1878     |     |
| 18 de dezembro | Eduard Bernstein        | político e teórico político alemão     | Alemanha      | n. 1850     |     |